# سنوکوس، استان بلاگووگراد
سنوکوس (به بلغاری: Senokos) روستایی در بلغارستان است که در استان بلاگووگراد واقع شده‌است.